# Faucon
« Faucons » redirige ici. Pour un sens parfois plus large utilisé pour l'ensemble de la famille, voir Falconidae.
Pour les articles homonymes, voir Faucon (homonymie) et Falco.
Genre
Le Faucon (Falco) est un genre de rapaces diurnes, éponyme de la famille des Falconidés. On les retrouve sur pratiquement toute la planète, à l'exception des régions polaires.
En France, citons parmi les espèces les plus connues le Faucon crécerelle (Falco tinnunculus) connu pour son chant chevalin, un rapace commun sur le territoire, et le Faucon pèlerin (Falco peregrinus) qui a souvent été apprivoisé dans le cadre de la fauconnerie.

## Dénomination
Outre le terme de « faucon », certaines espèces ont été par le passé appelées par des noms spécifiques qui sont devenus épithètes dans leur nom normalisé actuel comme l'émerillon, le gerfaut ou le hobereau.

Seul le nom de « crécerelle » est aujourd'hui utilisé pour appeler un groupe de petites espèces au mode de chasse particulier et qui était auparavant regroupé dans des sous-genres spécifiques. Paradoxalement, l'oiseau traditionnellement connu comme la Crécerelle porte aujourd'hui l'appellation normalisée de Faucon crécerelle.

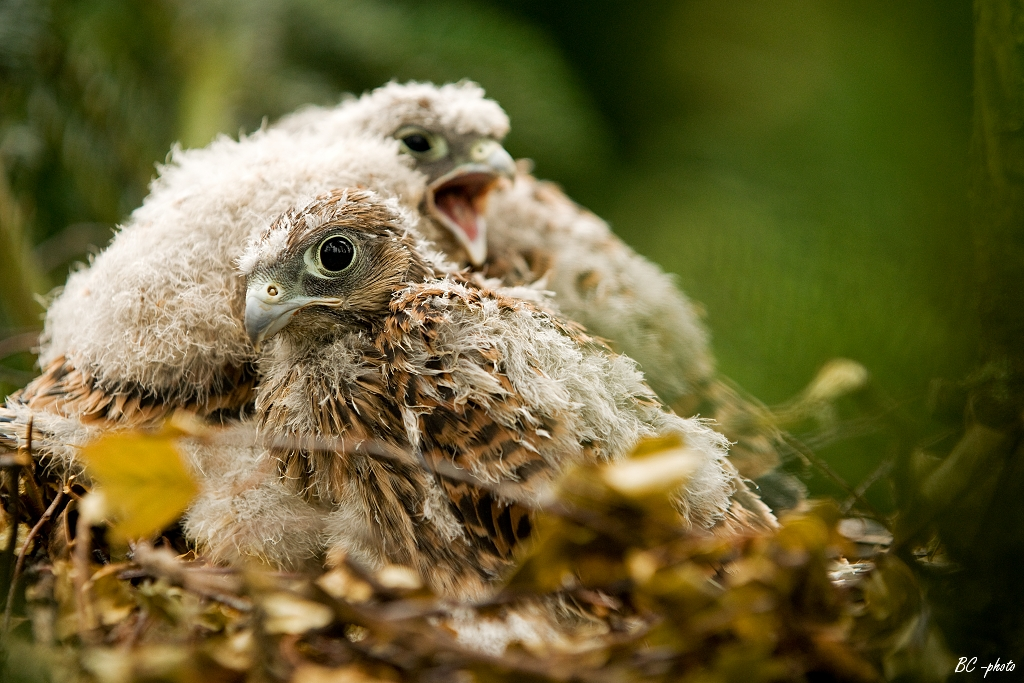
Fauconneaux dans leur nid.

Dans la tradition de la fauconnerie, les juvéniles sont nommés les niais, les mâles sont appelés les tiercelets du fait que les mâles peuvent être un tiers plus petit que les femelles. Le petit du faucon est appelé fauconneau.

## Physiologie, comportement et écologie
Les caractéristiques générales des faucons sont en partie celles de la famille des Falconidés, avec des nuances pour chaque espèce : voir les articles détaillés pour plus d'informations sur leur description ou leur mode de vie.

## Liste des espèces
D'après la classification de référence (version 9.2, 2019) du Congrès ornithologique international (ordre phylogénique) :
- Falco naumanni – Faucon crécerellette
- Falco tinnunculus – Faucon crécerelle
- Falco rupicolus – Crécerelle des rochers
- Falco newtoni – Crécerelle malgache
- Falco punctatus – Crécerelle de Maurice
- †Falco duboisi – Crécerelle de la Réunion
- Falco araeus – Crécerelle des Seychelles
- Falco moluccensis – Crécerelle des Moluques
- Falco cenchroides – Crécerelle d'Australie
- Falco sparverius – Crécerelle d'Amérique
- Falco rupicoloides – Crécerelle aux yeux blancs
- Falco alopex – Crécerelle renard
- Falco ardosiaceus – Faucon ardoisé
- Falco dickinsoni – Faucon de Dickinson
- Falco zoniventris – Faucon à ventre rayé
- Falco chicquera – Faucon chicquera
- Falco vespertinus – Faucon kobez
- Falco amurensis – Faucon de l'Amour
- Falco eleonorae – Faucon d'Éléonore
- Falco concolor – Faucon concolore
- Falco femoralis – Faucon aplomado
- Falco columbarius – Faucon émerillon
- Falco rufigularis – Faucon des chauves-souris
- Falco deiroleucus – Faucon orangé
- Falco subbuteo – Faucon hobereau
- Falco cuvierii – Faucon de Cuvier
- Falco severus – Faucon aldrovandin
- Falco longipennis – Petit Faucon
- Falco novaeseelandiae – Faucon de Nouvelle-Zélande
- Falco berigora – Faucon bérigora
- Falco hypoleucos – Faucon gris
- Falco subniger – Faucon noir
- Falco biarmicus – Faucon lanier
- Falco jugger – Faucon laggar
- Falco cherrug – Faucon sacre
- Falco rusticolus – Faucon gerfaut
- Falco mexicanus – Faucon des prairies
- Falco peregrinus – Faucon pèlerin
- Falco fasciinucha – Faucon taita

## Répartition géographique

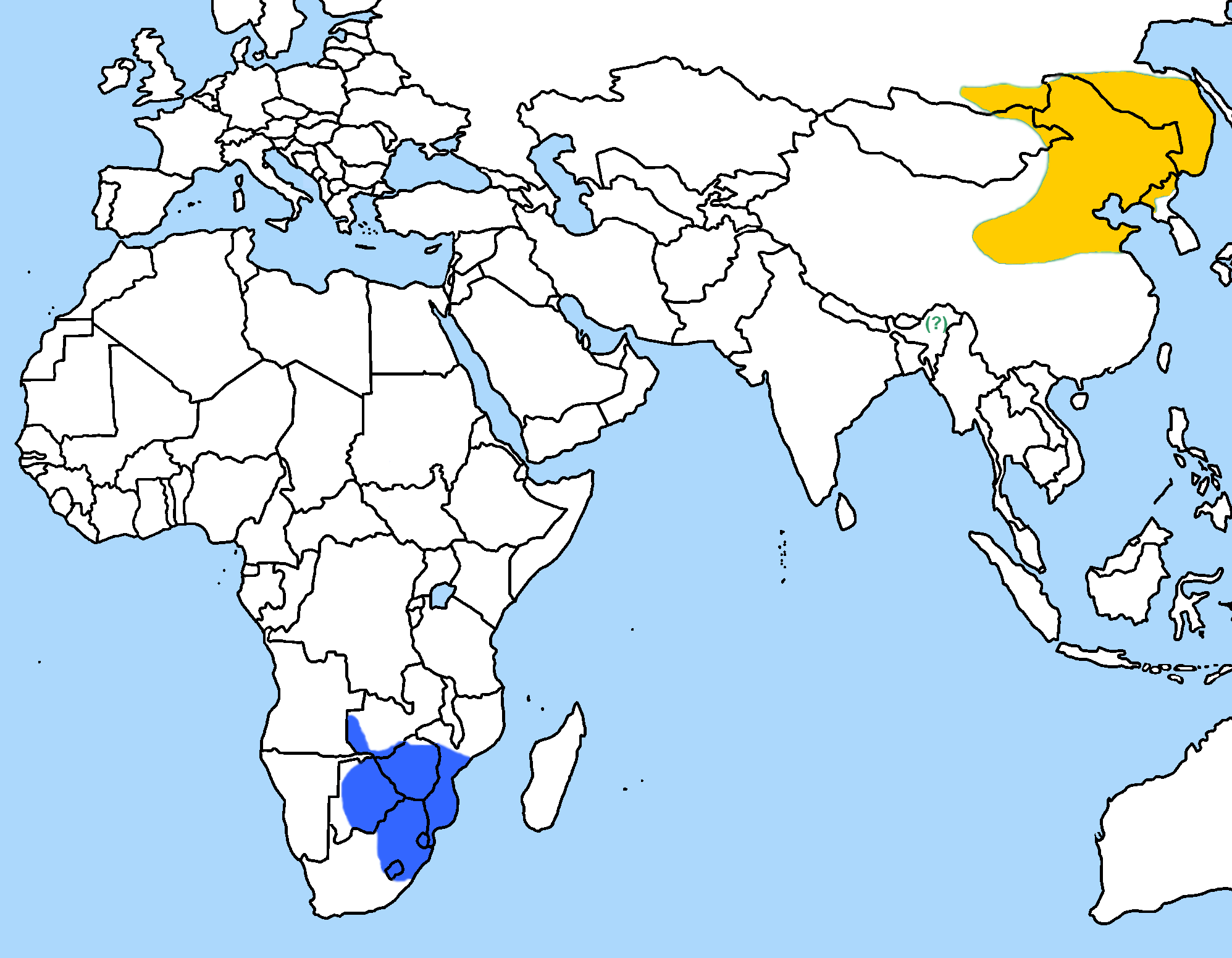
Falco amurensis
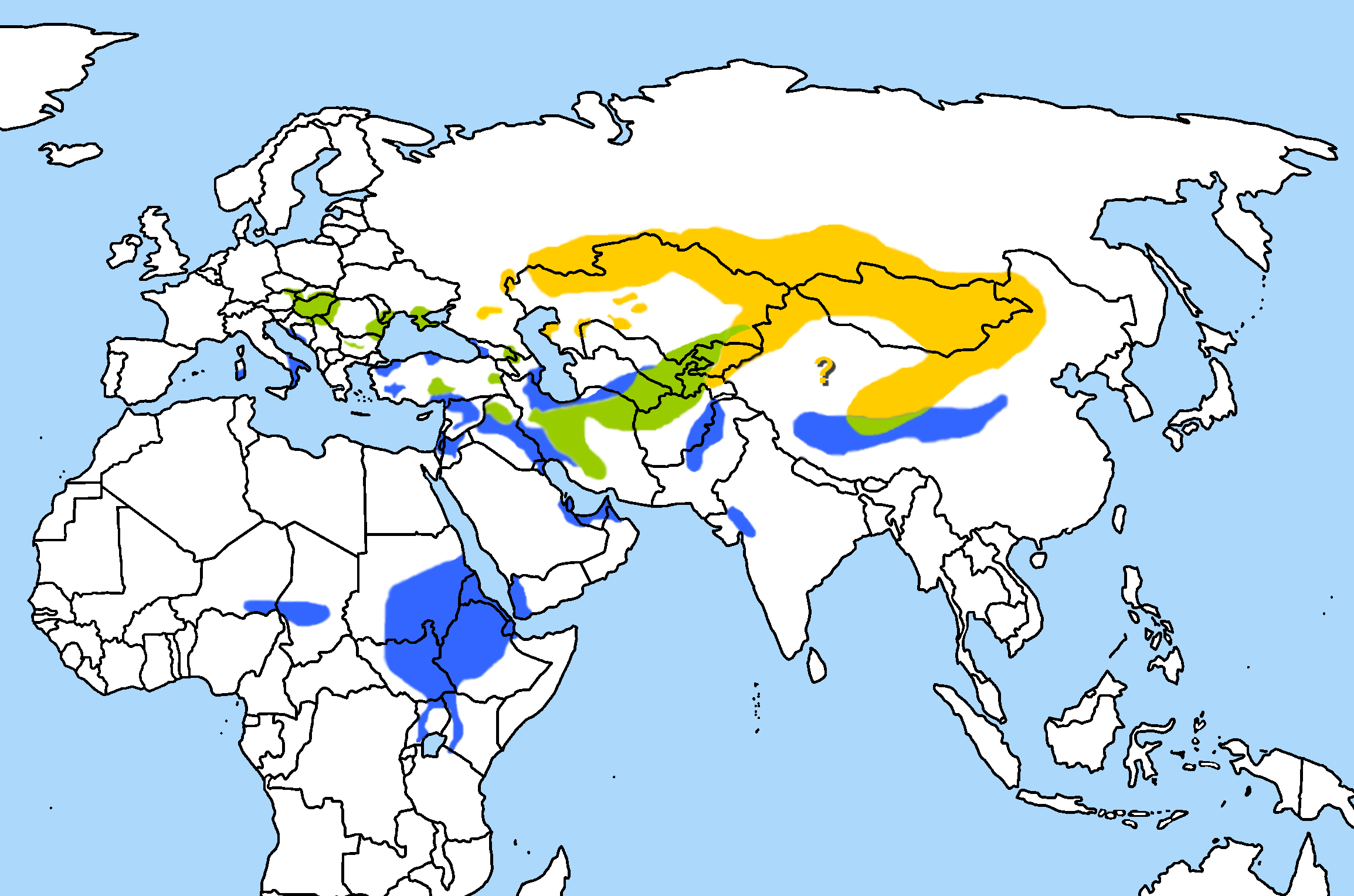
Falco cherrug
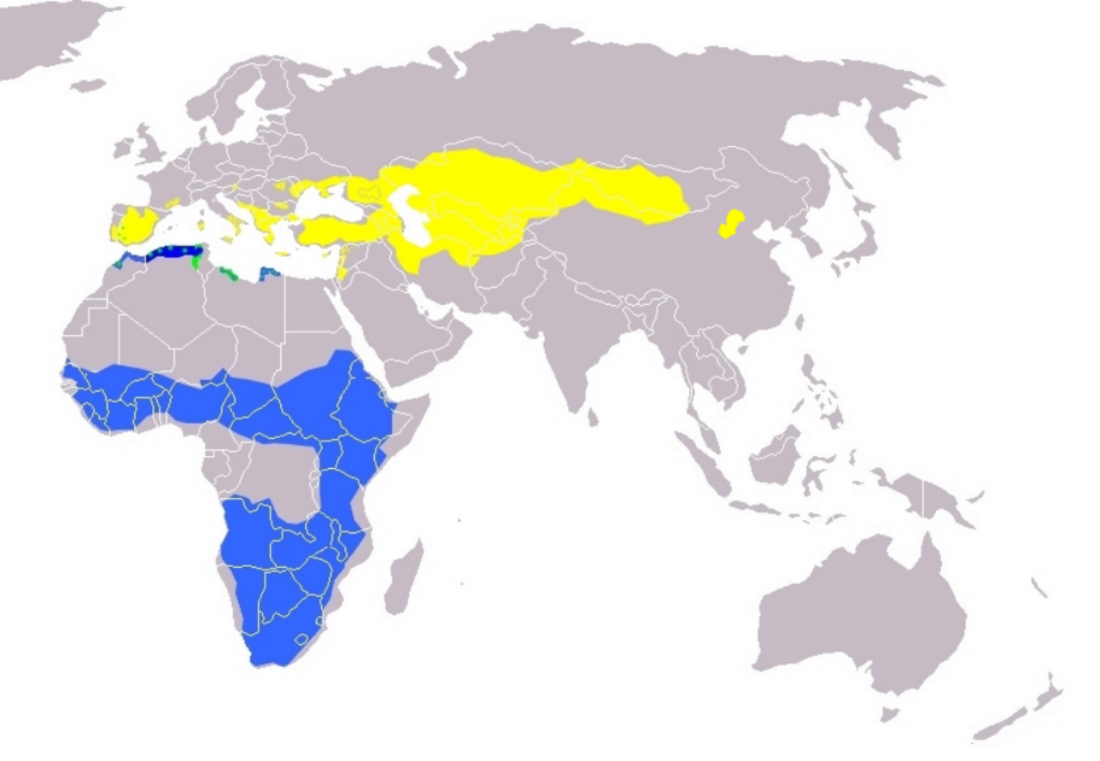
Falco naumanni
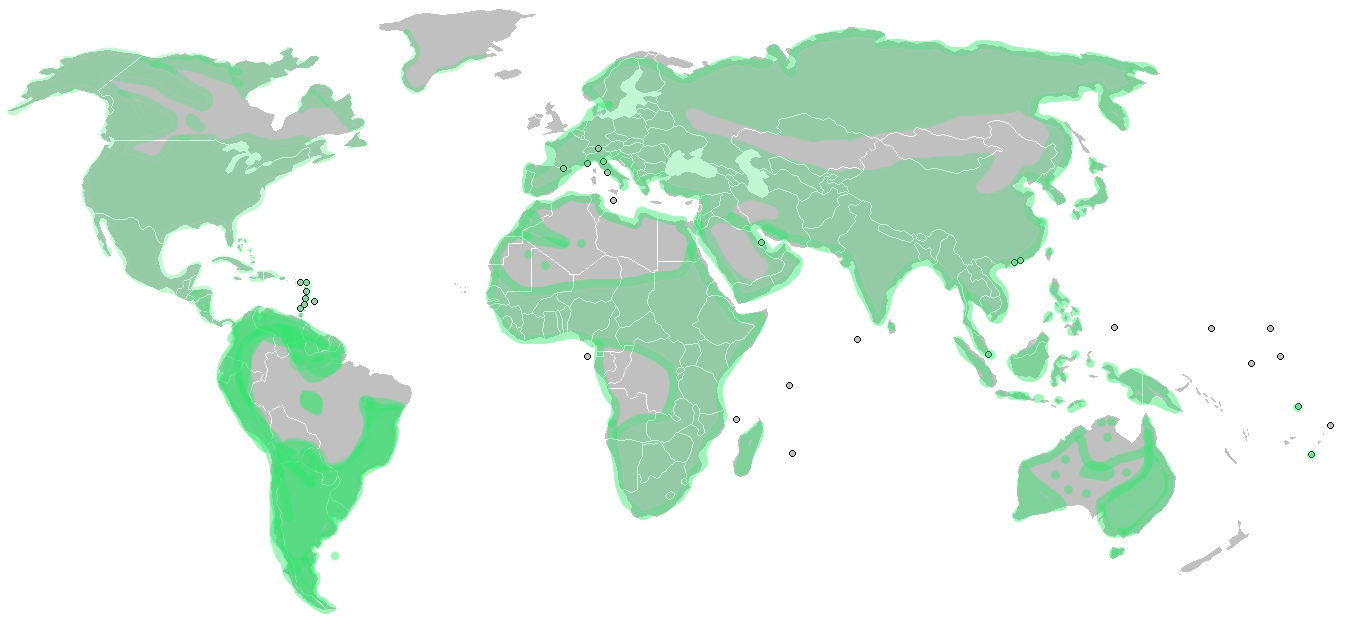
Falco peregrinus
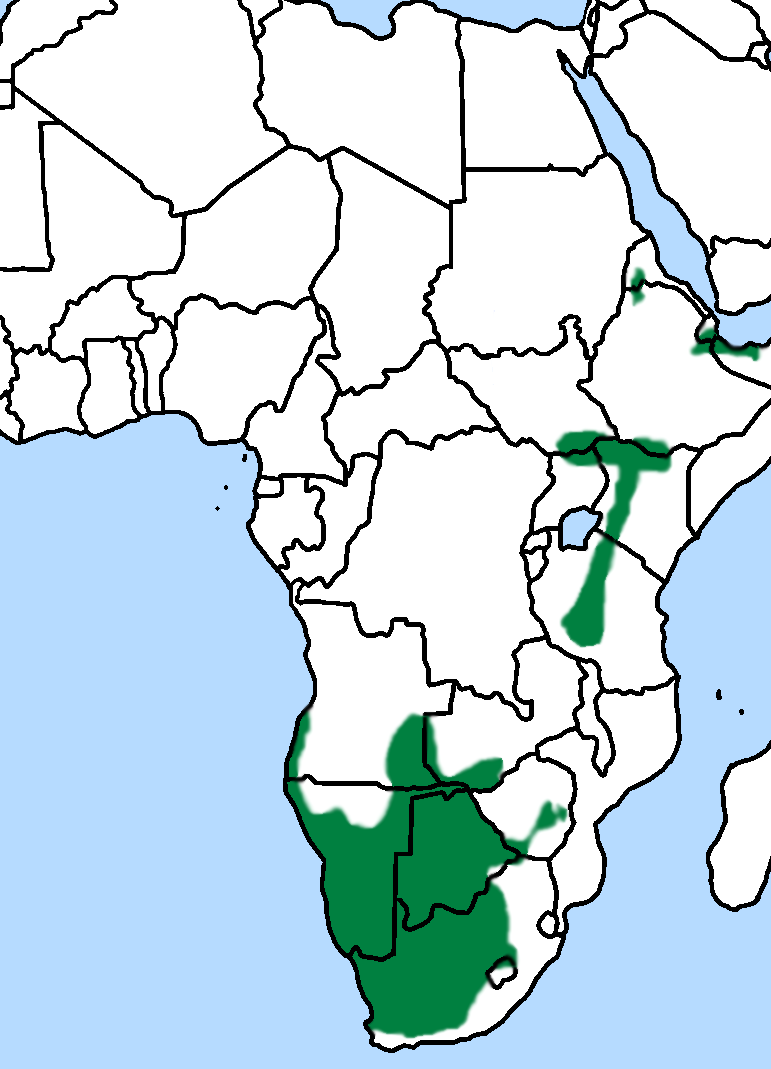
Falco rupicoloides
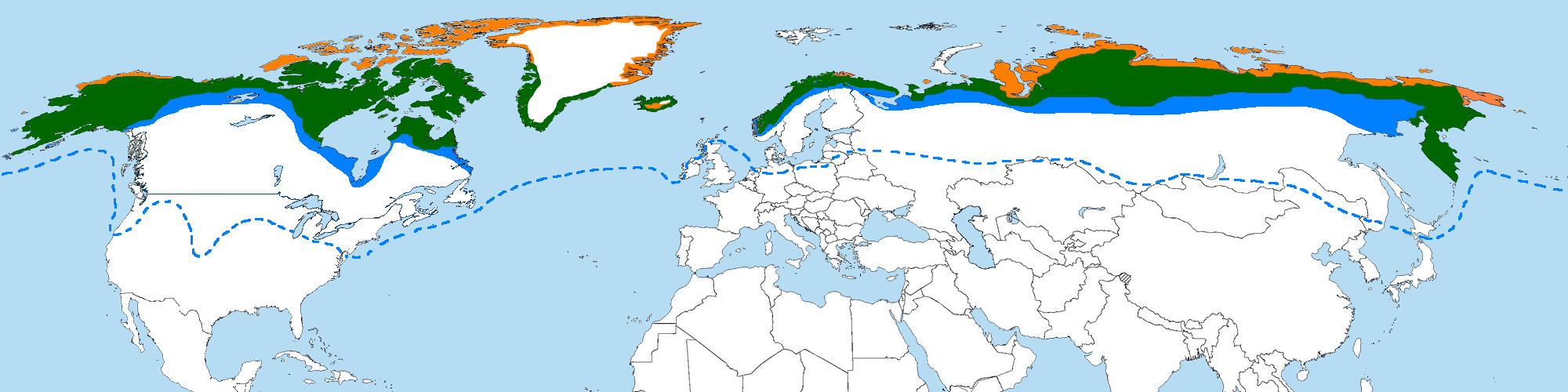
Falco rusticolus
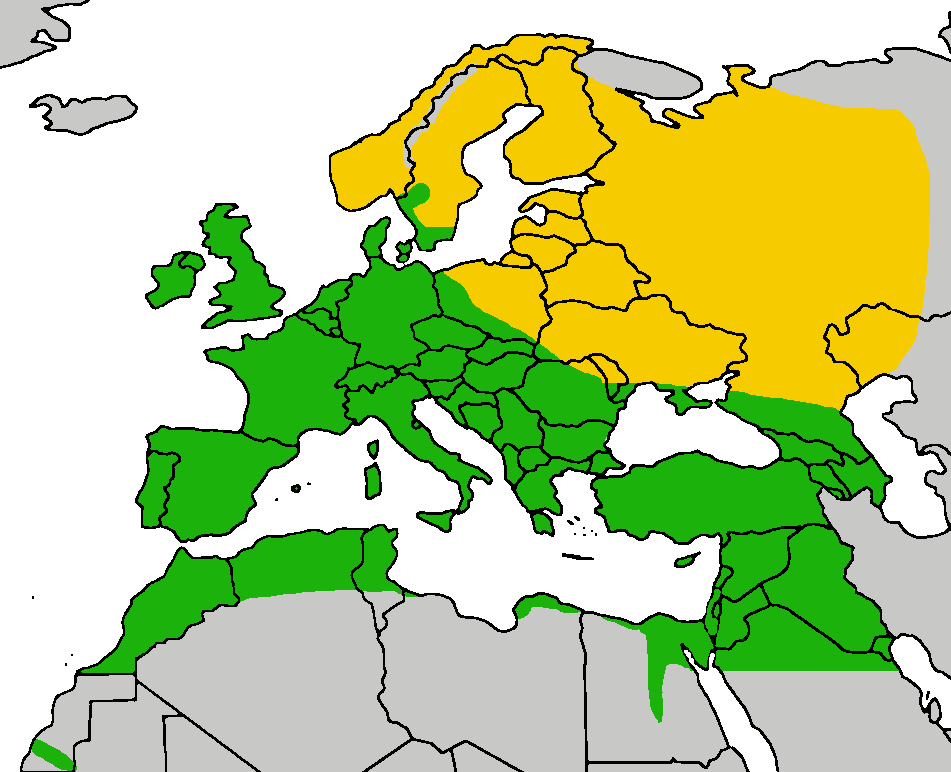
Falco tinnunculus
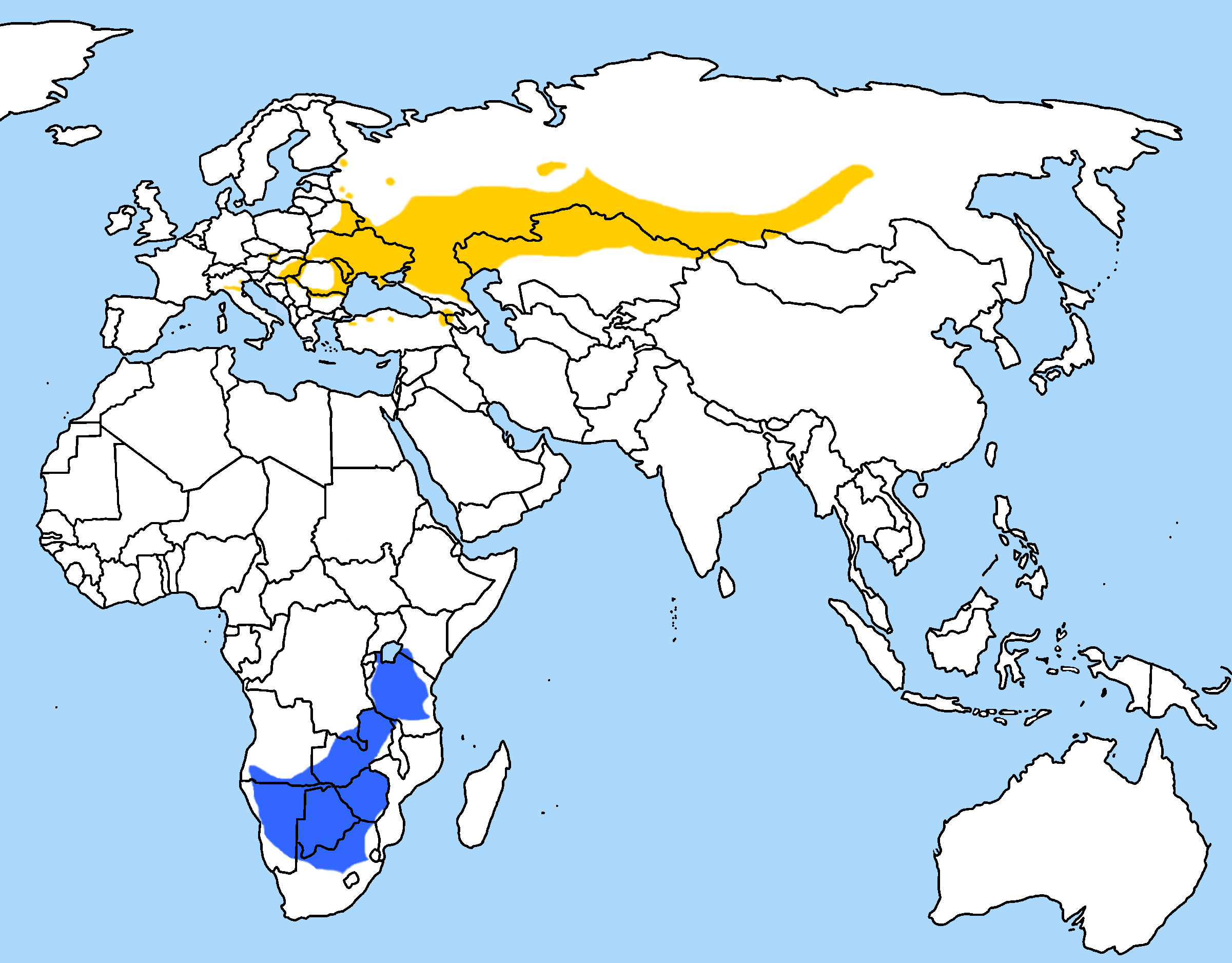
Falco vespertinus

## Les faucons dans la culture

### Dans la culture méditerranéenne antique

Une représentation du dieu Horus.

Le faucon a une place en mythologie et en religion. Chez les anciens Égyptiens, c’est le dieu Horus, un des dieux les plus puissants et les plus souvent représentés du panthéon égyptien. Son archétype est sans doute un faucon lanier (Falco biarmicus) ou un faucon pèlerin. Les deux espèces ont d’ailleurs pu jouer un rôle équivalent dans la naissance du mythe. En rapport avec le statut de prédateur du faucon, le dieu Horus est aussi un dieu de pouvoir, puisque la couronne d’Égypte lui est attribuée par les dieux. À ce titre, les anciens Égyptiens ont momifié nombre de faucons. Dans la religion de l'Égypte antique, plusieurs dieux étaient hiéracocéphales (à tête de faucon).
Dans la mythologie grecque, furieux contre lui, Poséidon change Hiérax en faucon, lui qui bienveillant auprès des hommes à leur éviter la famine, devient l'enfer des oiseaux.

### Dans les mythes et légendes européens
Dans la mythologie scandinave, plusieurs dieux prennent des formes de faucon, comme Freyja. À l’occasion, Loki emprunte cet aspect à Freya pour se déguiser en faucon. Yggdrasil est également associé à cet oiseau.
Dans la mythologie celtique, le druide Fintan se transforme en faucon.
Dans la mythologie slave, Svarog, dieu du Soleil, du ciel, du feu et de la métallurgie a pour animaux sacrés le bœuf à cornes dorées, le cheval, le sanglier et le faucon appelé Varagna. Selon Jakobson, Svarog est l'un des noms tabous du faucon sacré.
Le nom de la ville de Capoue (en Italie) viendrait, selon Servius, commentateur de Virgile, du nom étrusque du faucon, oiseau augural observé à la fondation de la ville.

### Dans la culture fidjienne
Pour beaucoup de Fidjiens, le Ganivatu (la sous-espèce F. p. nesiotes) a une aura mystique puissante et arrogante. Cette aura lui vient peut-être d'une légende, aujourd’hui en grande partie oubliée, d’un Ganivatu fabuleux des îles Yasawa.

### Dans la culture lakota
Chez les lakotas le faucon porte le nom de cetan (ou čhetáŋ en lakota) et représente la rapidité et l'endurance. L'esprit du cetan est reconnu par les lakotas pour être un chasseur ; rapide, endurant et intrépide,. Selon Luther Standing Bear, il est aussi réputé cruel et craint par les autres esprits-oiseaux.
Le chef Crazy Horse est notoirement connu pour avoir utilisé des plumes de cetan dans sa coiffe, et ainsi faire appel aux pouvoirs de l'esprit du cetan lors des combats. Seules les personnes capables de réaliser des « choses mystérieuses » ont le droit de porter un tel plumage ; Standing Bear explique que si Crazy Horse portait des plumes de cetan, ce n'était pas pour se revendiquer sorcier, mais pour expliquer sa capacité a échapper aux dangers.

### Dans la littérature en ancien français
Le faucon est désigné en ancien français par le terme esmerillon, bien que le terme faucon puisse être utilisé. Brunetto Latini dans son Livre du Trésor en mentionne trois espèces. Deux d'entre elles sont petites et rapides, l'une étant de couleur grise, l'autre de couleur noire. La dernière, de couleur blanche, est la « meilleure » espèce : elle est plus grande et a l'apparence d'une sorte de faucon lanier. Les émerillons sont sujets à « une maladie qui fait qu'il se ronge entièrement les pieds, à moins qu'on ne le fasse se tenir sur une couche de graines de lin ou de mil assez épaisse pour recouvrir complètement les griffes ».
Charles d’Orléans dans son rondeau Quant je fus prins ou pavillon écrit à propos de sa « très gente et belle » dame :
Si j'eusse esté esmerillon,
Ou que j'eusse eu aussi bonne elle,
Je me feusse gardé de celle
Qui me bailla de l'aguillon,.

### Dans la culture moderne
L’ordre du Faucon blanc est un ordre institué en 1732 pour les services militaires. La décoration est une croix d'or octogone, étoilée, émaillée de vert et chargée d'un faucon blanc armé et becqué d'or.
Le Faucon et le Chapon est une fable de Jean de La Fontaine.
La Plume de Finist-Clair-Faucon est un conte merveilleux traditionnel russe.
Dans le cycle des Histoires de Bas-de-Cuir (Leatherstocking Tales), de l’écrivain américain James Fenimore Cooper, parmi lesquelles Le Dernier des Mohicans, le personnage principal Natty Bumppo est aussi connu comme Œil-de-Faucon (ainsi que Bas-de-Cuir).
Le Faucon de Malte est un roman de Dashiell Hammett et Le Faucon maltais est son adaptation cinématographique par John Huston.
Le Faucon est un super-héros afro-américain appartenant à l'univers de Marvel Comics.
Œil-de-faucon est un personnage de fiction de l'univers Marvel.
Œil de faucon est le surnom du personnage Dracule Mihawk dans One Piece.
Le Faucon déniché est un roman pour la jeunesse écrit par Jean-Côme Noguès.
Le Faucon Millenium est un vaisseau spatial dans Star Wars.
En politique, les faucons sont, par opposition aux colombes, des personnes considérées comme plus favorables au conflit armé.
En sport, l'équipe de football américain d'Atlanta a pour symbole le faucon (Atlanta Falcons).

### En héraldique
Symbole de la chasse, le faucon est présent en héraldique européenne, même si sa place est sensiblement moins importante que celle de son cousin l’aigle. Quand il est sans ornements ou accessoires, le faucon est dit « au naturel ». Il est « perché » quand il est posé sur une branche ou sur son bloc, et est représenté parfois empiétant ou essorant. Le faucon est « chaperonné » quand il est aveuglé par un capuchon sur la tête, « longé » quand il porte aux pattes ses jets (liens de cuir à chaque tarse de l'oiseau, pour le retenir sur le poing), « grilleté » quand il porte ses sonnettes aux pattes ou au cou. L'héraldique fait surtout référence au faucon affaité pour la fauconnerie, ce qui confirme la popularité de celle-ci au sein de la noblesse européenne.

### En politique

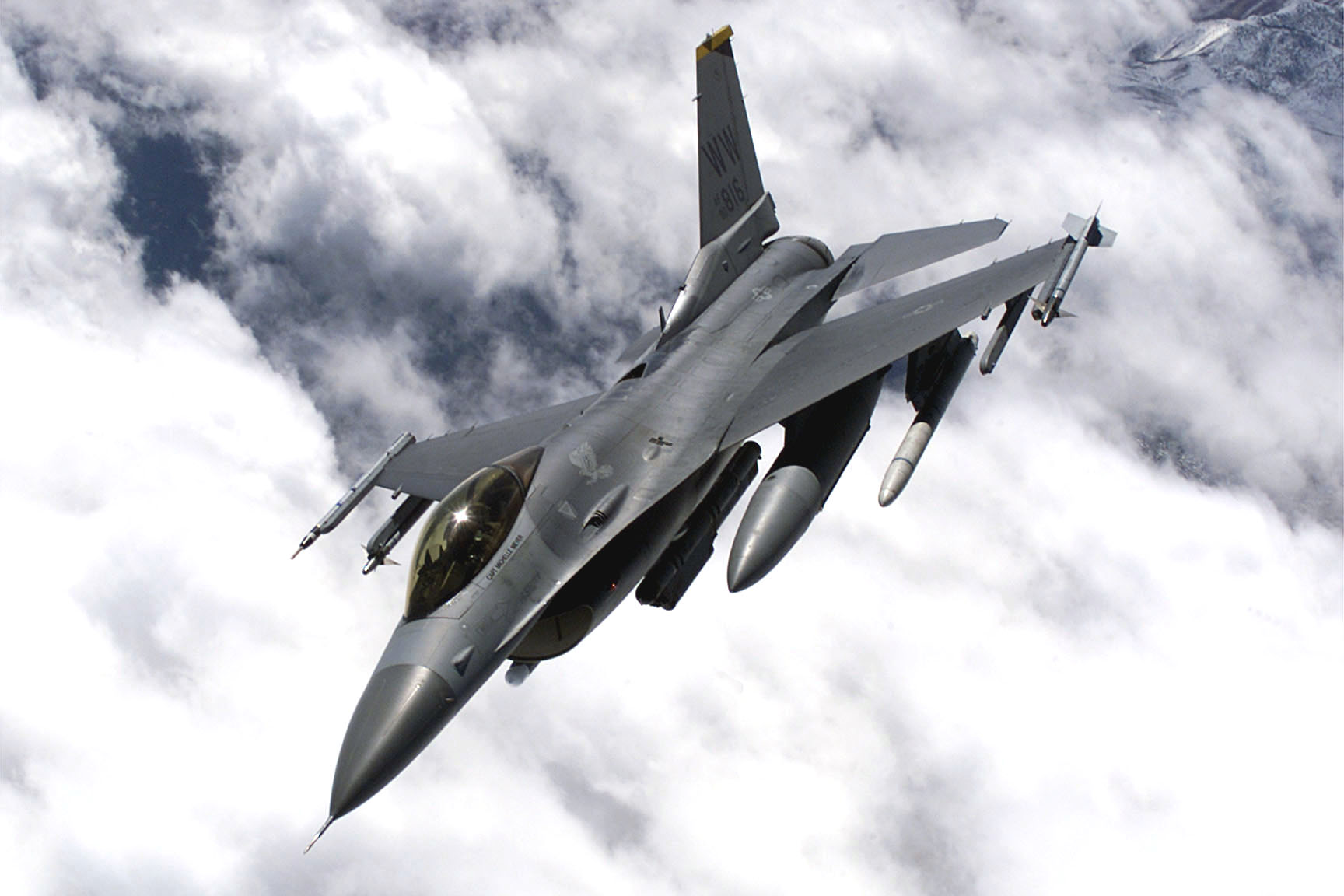
Un F-16 Falcon.

La civilisation égyptienne antique n'a pas été la seule à faire du faucon un symbole de pouvoir. À l’époque moderne, un certain nombre d’organisations politiques ou militaires se sont nommées d’après lui. On trouve aussi une organisation de jeunesse socialiste qui s’appelle les « faucons rouges ».
Un des avions de combat américains les plus connus, le F-16, a pour nom complet General Dynamics F-16 Fighting Falcon.
L'aviation de l'armée de terre nippone baptisa un de ses chasseurs cousin du célèbre Mitsubishi A6M Zero de l'aéronavale, Nakajima Ki-43 Hayabusa. Hayabusa désignant le Faucon pèlerin en japonais. Il désigne aussi une motocyclette de la firme Suzuki.

### En numismatique
Le Canada a émis une pièce de 25 cents représentant le Faucon pèlerin.

### En philatélie
Malgré sa réputation ambiguë (de nombreux pays l’ont classé comme nuisible jusque dans les années 1970), le Faucon pèlerin a inspiré d’assez nombreux timbres à travers le monde, du Canada aux îles Fidji en passant par le Japon du fait de sa large répartition.

### Au cinéma
On trouve enfin d’assez nombreuses références cinématographiques au faucon, du film mythique de Humphrey Bogart, Le Faucon Maltais, au vaisseau spatial de Star Wars, le Faucon Millenium. Dans La Bataille des Jedi, fiction de Timothy Zahn qui se déroule après Le Retour du Jedi, le Faucon Pèlerin est le nom du vaisseau-amiral du sénateur Bel Iblis.

### Note
1. ↑  Lire « Aile »
2. ↑  Comprendre « Qui me donna de l'aiguillon »